# Торбест планьор пигмей
Торбест планьор пигмей (Acrobates pygmaeus) е торбест бозайник от семейство Пероопашати посуми (Acrobatidae).

## Географско разпространение
Торбестият планьор пигмей и разпространен по източното крайбрежие на Австралия от Куинсланд на север до Виктория на юг вкл. и остров Фрейзър.

## Описание
Видът е най-малкият по размери планиращ бозайник. Той е с размерите на малка мишка (65 до 80 mm и тегло 10 – 14 g), която може да скача и планира до 25 метра. Подобно на останалите планиращи бозайници има кожна мембрана между предните и задните крака.
Опашката е с дължина, колкото останалата част на тялото. Тя е сравнително тънка и почти не се използва за залавяне по дърветата, предимно гола с изключение на два видими реда от твърди косми от двете страни. Гледана отгоре наподобява на двустранен гребен. Използва се за захващане на клони и малки клонки и за контрол при извършване на планирането – управление и след това спиране.
Козината е сива с тъмни петна около очите. Често зад ушите имат бяло петно. Отстрани на тялото е по-светла. Ушите са средно големи и закръглени.

## Хранене
Торбестият планьор пигмей се храни основно с нектар, прашец и членестоноги.

## Интересни данни
Зоопаркът в Познан, Полша е първата зоологическа градина в Европа, която в продължение на 25 години, развъжда в плен малките бозайници. Отрасналите малки се изпращат до големите европейски зоологически градини като днес във всички тях торбестите планьори са с произход от Полша.
Торбестият планьор пигмей е бил изобразен на монетите от 1 австралийски цент емисия 1966 г. Същите са били в обращение до 1991 г. По-късно монети от тази емисия и монети от два цента са претопени и бронзът от тях е използван в изготвянето на бронзовите медали от Олимпиадата в Сидни 2000 г.